# Chu kỳ Rabi
Trong vật lý, chu trình Rabi (hoặc Rabi flop) là sự tuần hoàn của một hệ lượng tử hai trạng thái trong sự hiện diện của một trường dao động. Một loạt các quá trình vật lý thuộc các lĩnh vực tính toán lượng tử, vật chất cô đặc, vật lý nguyên tử và phân tử và vật lý hạt nhân và hạt có thể được nghiên cứu thuận tiện thông qua các hệ thống cơ học lượng tử hai trạng thái, và thể hiện chu kỳ Rabi khi nằm trong một trường dao dộng. Hiệu ứng này là quan trọng trong quang học lượng tử, cộng hưởng từ và tính toán lượng tử, và được đặt tên theo Isidor Isaac Rabi , một nhà vật lý người Mỹ.
Một hệ thống có hai mức năng lượng khác nhau có thể trở nên "kích thích" khi nó hấp thụ một lượng tử năng lượng. Khi một nguyên tử (hoặc một số hệ thống hai trạng thái khác) được chiếu sáng bởi một chùm các photon, nó sẽ hấp thụ photon theo chu kỳ và tái phát ra chúng bằng phát xạ kích thích. Một chu kỳ như vậy được gọi là một chu kỳ Rabi và nghịch đảo thời gian của nó là tần số Rabi. Hiệu ứng có thể được mô hình hóa bằng cách sử dụng mô hình Jaynes-Cummings và vector hình thức Bloch.

## Mô tả bằng toán học
Một mô tả toán học chi tiết của các hiệu ứng có thể được tìm thấy trên trang Rabi Problem. Ví dụ, đối với một nguyên tử hai trạng thái (một nguyên tử trong đó, điện tử, hoặc có thể ở trạng thái ban đầu hoặc kích thích) trong một trường điện từ có tần số điều chỉnh để năng lượng kích thích, xác suất tìm thấy các nguyên tử ở trạng thái kích thích được tìm thấy từ phương trình Bloch:
{\displaystyle |c_{b}(t)|^{2}\propto \sin ^{2}(\omega t/2)}
với {\displaystyle \omega } là tần số Rabi.
Tổng quát hơn, người ta có thể xem xét một hệ thống mà hai cấp được coi như không có trạng thái riêng năng lượng riêng. Do đó, nếu hệ thống được khởi tạo trong một trong các cấp này, thời gian tiến hóa sẽ làm cho số phần tử của từng mức độ dao động với một số đặc tính tần số, có tần số góc [1] còn được gọi là tần số Rabi. Các trạng thái của một hệ lượng tử hai cấp có thể được biểu diễn như là vectơ hai chiều phức hợp không gian Hilbert, có nghĩa là mỗi vectơ trạng thái {\displaystyle \vert \psi \rangle } được biểu diễn bởi hai tọa độ phức tạp.
{\displaystyle |\psi \rangle ={\begin{pmatrix}c_{1}\\c_{2}\end{pmatrix}}=c_{1}{\begin{pmatrix}1\\0\end{pmatrix}}+c_{2}{\begin{pmatrix}0\\1\end{pmatrix}};} với {\displaystyle c_{1}} và {\displaystyle c_{2}} là hai tọa độ của vectơ.
Nếu vectơ đã được chuẩn hóa, {\displaystyle c_{1}} và {\displaystyle c_{2}} liên hệ với nhau qua phương trình {\displaystyle {|c_{1}|}^{2}+{|c_{2}|}^{2}=1}. Vectơ cơ sở được biểu diễn như sau {\displaystyle |1\rangle ={\begin{pmatrix}1\\0\end{pmatrix}}} and {\displaystyle |2\rangle ={\begin{pmatrix}0\\1\end{pmatrix}}}
Tất cả các đại lượng vật lý có thể quan sát kết hợp với hệ thống này là ma trận Hermitian 2 x 2, có nghĩa là Hamiltonian của hệ thống cũng là một ma trận tương tự.

## Chuẩn bị thí nghiệm dao động trong mộthệ lượng tử
Người ta có thể xây dựng một thí nghiệm dao động bao gồm các bước sau đây: [1]
(1) Chuẩn bị hệ thống trong một trạng thái cố định{\displaystyle |1\rangle }
(2) Hãy để nhà nước phát triển một cách tự do, theo một Hamilton H cho thời gian t
(3) Tìm xác suất P (t), mà trạng thái là {\displaystyle |1\rangle }
Nếu {\displaystyle |1\rangle } là một trạng thái riêng của H, P (t) = 1 và không có dao động. Ngoài ra nếu hai quốc gia đang thoái hóa, mỗi trạng thái chứa {\displaystyle |1\rangle } là một trạng thái riêng của H. Kết quả là, không có dao động. Vì vậy, nếu H không có trạng thái thoái hóa riêng, không phải trong đó là {\displaystyle |1\rangle }, sau đó sẽ có dao động. Hình thức tổng quát nhất của Hamiltonian của hệ hai trạng thái thể hiện sau đây
{\displaystyle \mathbf {H} ={\begin{pmatrix}a_{0}+a_{3}&a_{1}-ia_{2}\\a_{1}+ia_{2}&a_{0}-a_{3}\end{pmatrix}}}
{\displaystyle a_{0},a_{1},a_{2}} và {\displaystyle a_{3}} là số thực. Ma trận trên có thể phân tích như sau,
{\displaystyle \mathbf {H} =a_{0}\cdot \sigma _{0}+a_{1}\cdot \sigma _{1}+a_{2}\cdot \sigma _{2}+a_{3}\cdot \sigma _{3};}
Ma trận {\displaystyle \sigma _{0}} là 2 {\displaystyle \times } 2 và các ma trận {\displaystyle \sigma _{k}(k=1,2,3)} là Ma trận Pauli. phân tích này đơn giản hóa việc phân tích các hệ thống đặc biệt là trong trường hợp thời gian độc lập, nơi các giá trị của {\displaystyle a_{0},a_{1},a_{2}} và {\displaystyle a_{3}} là hằng số. Xét trường hợp của một spin-1/2 hạt trong một từ trường {\displaystyle \mathbf {B} =B\mathbf {\hat {z}} }. Các Hamiltonian tương tác cho hệ thống này là
{\displaystyle H=-{\boldsymbol {\mu }}\cdot \mathbf {B} =-\gamma \mathbf {S} \cdot \mathbf {B} =-\gamma \ S_{z}B}.Where {\displaystyle S_{z}={\frac {\hbar }{2}}\sigma _{3}={\frac {\hbar }{2}}{\begin{bmatrix}1&0\\0&-1\end{bmatrix}}}
với {\displaystyle \mu } là độ lớn của hạt nhân magnetic moment,{\displaystyle \gamma } là tỉ lệ Gyromagnetic và {\displaystyle {\boldsymbol {\sigma }}} là vectơ Pauli matrices. Ở đây các trạng thái riêng của Hamiltonian là trạng thái riêng của {\displaystyle \sigma _{3}} đó là {\displaystyle |1\rangle } và {\displaystyle |2\rangle }. Xác suất để hệ có trạng thái {\displaystyle |\psi \rangle } sẽ được tìm thấy ở trong trạng thái tùy ý {\displaystyle |\phi \rangle } được cho bởi {\displaystyle {|\langle \phi |\psi \rangle |}^{2}}. Hệ thống ban đầu với {\displaystyle t=0} ở trạng thái {\displaystyle |+X\rangle } đó là trạng thái riêng của {\displaystyle \sigma _{1}}, {\displaystyle |\psi (0)\rangle ={\frac {1}{\sqrt {2}}}{\begin{pmatrix}1\\1\end{pmatrix}}}. Đó là {\displaystyle |\psi (0)\rangle ={\frac {1}{\sqrt {2}}}{\begin{pmatrix}1\\0\end{pmatrix}}+{\frac {1}{\sqrt {2}}}{\begin{pmatrix}0\\1\end{pmatrix}}}. Ở đây, Hamiltonian là độc lập về thời gian. Vì vậy, bằng cách giải quyết phường trình thời gian độc lập Schrödinger, ta nhận được trạng thái sau thời gian t là {\displaystyle |\psi (t)\rangle =e^{\frac {-iEt}{\hbar }}|\psi (0)\rangle }, với E tổng năng lượng của hệ. Do đó trạng thái sau thời gian t là {\displaystyle |\psi (t)\rangle =e^{\frac {-iE_{+}t}{\hbar }}{\frac {1}{\sqrt {2}}}|1\rangle +e^{\frac {-iE_{-}t}{\hbar }}{\frac {1}{\sqrt {2}}}|2\rangle }. Giả sử phép quay theo hướng x tại thời điểm t, xác suất tìm thấy spin-up là{\displaystyle {|\langle \ +X|\psi (t)\rangle |}^{2}={|{\frac {1}{\sqrt {2}}}(\langle \ 1|+\langle \ 2|)(e^{\frac {-iE_{+}t}{\hbar }}{\frac {1}{\sqrt {2}}}|1\rangle +e^{\frac {-iE_{-}t}{\hbar }}{\frac {1}{\sqrt {2}}}|2\rangle )|}^{2}={\cos }^{2}({\frac {\omega t}{2}})} với {\displaystyle \omega } là một đặc tính của tần số góc đựuoc cho bởi{\displaystyle \omega ={\frac {E_{-}-E_{+}}{\hbar }}=\gamma B} khi ta giả sử {\displaystyle E_{-}\geq E_{+}}. Vì vậy, trong trường hợp này xác suất tìm thấy quay lên trạng thái theo hướng X là dao động trong thời gian t khi hệ thống ban đầu theo hướng +X. Tương tự như vậy nếu chúng ta đo phép quay theo hướng z xác suất phát hiện {\displaystyle {\frac {\hbar }{2}}} của hệ{\displaystyle {\frac {1}{2}}}.Trong trường hợp này {\displaystyle E_{+}=E_{-}}, đó là khi Hamilton là thoái hóa không có dao động. Do đó ta có thể kết luận rằng nếu trạng thái riêng của ma trận Hamiltonian nêu trên biểu diễn trạng thái của một hệ, thì xác suất của hệ trở thành trạng thái đó không dao động, nhưng nếu chúng ta tìm thấy xác suất tìm thấy hệ ở trạng thái khác, nó là dao động. Điều này đúng với ma trận phụ thuộc thời gian Hamiltonian. Ví dụ {\displaystyle H=-\gamma \ S_{z}Bsin(\omega t)}, xác suất mà một phép đo của hệ theo hướng Y tại thời gian t là {\displaystyle {\frac {+\hbar }{2}}} is {\displaystyle {|\langle \ +Y|\psi (t)\rangle |}^{2}={\cos }^{2}({\frac {\gamma B}{2\omega }}\cos \omega t)}, với trạng thái khởi tạo {\displaystyle |+Y\rangle }.

## Đạo hàm của công thức Rabi theo phương pháp bất định bằng ma trận Pauli
Cho một ma trận Hamiltonian  {\displaystyle \mathbf {H} =E_{0}\cdot \sigma _{0}+W_{1}\cdot \sigma _{1}+W_{2}\cdot \sigma _{2}+\Delta \cdot \sigma _{3}={\begin{pmatrix}E_{0}+\Delta &W_{1}-iW_{2}\\W_{1}+iW_{2}&E_{0}-\Delta \end{pmatrix}}}.
Trị riêng của ma trận là {\displaystyle \lambda _{+}=E_{+}=E_{0}+{\sqrt {{\Delta }^{2}+{W_{1}}^{2}+{W_{2}}^{2}}}=E_{0}+{\sqrt {{\Delta }^{2}+{\left\vert W\right\vert }^{2}}}} và {\displaystyle \lambda _{-}=E_{-}=E_{0}-{\sqrt {{\Delta }^{2}+{W_{1}}^{2}+{W_{2}}^{2}}}=E_{0}-{\sqrt {{\Delta }^{2}+{\left\vert W\right\vert }^{2}}}}.Với {\displaystyle \mathbf {W} =W_{1}+\imath W_{2}} và {\displaystyle {\left\vert W\right\vert }^{2}={W_{1}}^{2}+{W_{2}}^{2}=WW^{*}}. Do đó ta có {\displaystyle \mathbf {W} ={\left\vert W\right\vert }e^{-\imath \phi }}.
Vectơ riêng của {\displaystyle E_{+}} có thể rút ra từ biểu thức sau:{\displaystyle {\begin{pmatrix}E_{0}+\Delta &W_{1}-iW_{2}\\W_{1}+iW_{2}&E_{0}-\Delta \end{pmatrix}}{\begin{pmatrix}a\\b\\\end{pmatrix}}=E_{+}{\begin{pmatrix}a\\b\\\end{pmatrix}}}.
Do đó {\displaystyle b=-{\frac {a(E_{0}+\Delta -E_{+})}{W_{1}-\imath W_{2}}}}.
Với điều kiện chuẩn hóa của vectơ riêng,
{\displaystyle {\left\vert a\right\vert }^{2}+{\left\vert b\right\vert }^{2}=1}.Do đó {\displaystyle {\left\vert a\right\vert }^{2}+{\left\vert a\right\vert }^{2}({\frac {\Delta }{\left\vert W\right\vert }}-{\frac {\sqrt {{\Delta }^{2}+{\left\vert W\right\vert }^{2}}}{\left\vert W\right\vert }})^{2}=1}.
Cho  {\displaystyle \sin \theta ={\frac {\left\vert W\right\vert }{\sqrt {{\Delta }^{2}+{\left\vert W\right\vert }^{2}}}}} và  {\displaystyle \cos \theta ={\frac {\Delta }{\sqrt {{\Delta }^{2}+{\left\vert W\right\vert }^{2}}}}}. do đó {\displaystyle \tan \theta ={\frac {\left\vert W\right\vert }{\Delta }}}.
Ta được {\displaystyle {\left\vert a\right\vert }^{2}+{\left\vert a\right\vert }^{2}{\frac {({1-\cos \theta })^{2}}{\sin ^{2}\theta }}=1}. Với {\displaystyle {\left\vert a\right\vert }^{2}=\cos ^{2}\theta /2}. Lấy một góc tùy ý {\displaystyle \phi },ta viết {\displaystyle a=\exp(\imath \phi /2)\cos \theta /2}. Tương tự {\displaystyle b=\exp(-\imath \phi /2)\sin \theta /2}.
Vậy vectơ riêng của{\displaystyle E_{+}} trị riêng được biểu diễn như sau {\displaystyle |E_{+}\rangle =e^{\imath \phi /2}{\begin{pmatrix}\cos \theta /2\\e^{-\imath \phi }\sin \theta /2\end{pmatrix}}}.
Ta có thể viết {\displaystyle |E_{+}\rangle ={\begin{pmatrix}\cos \theta /2\\e^{-\imath \phi }\sin \theta /2\end{pmatrix}}=\cos(\theta /2)|1\rangle +e^{-\imath \phi }\sin(\theta /2)|2\rangle }.
Tương tự ta có tìm vectơ riêng của {\displaystyle E_{-}} và ta có {\displaystyle |E_{-}\rangle =-e^{\imath \phi }\sin(\theta /2)|1\rangle +\cos(\theta /2)|2\rangle }.
Từ 2 phương trình trên, ta có {\displaystyle |1\rangle =\cos(\theta /2)|E_{+}\rangle -\sin(\theta /2)e^{-\imath \phi }|E_{-}\rangle } và {\displaystyle |2\rangle =e^{\imath \phi }\sin(\theta /2)|E_{+}\rangle +\cos(\theta /2)|E_{-}\rangle }.
Giả sử tại t=0, hệ đang ở trạng thái {\displaystyle |1\rangle } tức là {\displaystyle |\psi (0)\rangle =|1\rangle =\cos(\theta /2)|E_{+}\rangle -\sin(\theta /2)e^{-\imath \phi }|E_{-}\rangle }.
Trạng thái của hệ sau thời gian t là {\displaystyle |\psi (t)\rangle =e^{\frac {-iEt}{\hbar }}|\psi (0)\rangle =\cos(\theta /2)e^{\frac {-\imath E_{+}t}{\hbar }}|E_{+}\rangle -\sin(\theta /2)e^{-\imath \phi }e^{\frac {-\imath E_{-}t}{\hbar }}|E_{-}\rangle }.
Tại đây hệ chỉ tồn tại tại một trạng thái riêng là {\displaystyle |1\rangle } hoặc {\displaystyle |2\rangle }, nó vẫn giữ nguyên với trạng thái tương tự, Tuy nhiên trong tình trạng chung như trên sự phát triển thời gian là không tầm thường.
Xác suất biên độ của việc tìm kiếm hệ thống tại thời điểm t tại trạng thái {\displaystyle |2\rangle } được cho bơi {\displaystyle |\langle \ 2|\psi (t)\rangle |=e^{-\imath \phi }\sin(\theta /2)\cos(\theta /2)(e^{\frac {-\imath E_{+}t}{\hbar }}-e^{\frac {-\imath E_{-}t}{\hbar }})}.
Tại đây xác suất để hệ có trạng thái {\displaystyle |\psi (t)\rangle } sẽ được tìm thấy như một trạng thái tùy ý {\displaystyle |2\rangle } được cho bởi {\displaystyle P_{1}\to _{2}(t)={|\langle \ 2|\psi (t)\rangle |}^{2}=e^{+\imath \phi }\sin(\theta /2)\cos(\theta /2)(e^{\frac {+\imath E_{+}t}{\hbar }}-e^{\frac {+\imath E_{t}}{\hbar }})e^{-\imath \phi }\sin(\theta /2)\cos(\theta /2)(e^{\frac {-\imath E_{+}t}{\hbar }}-e^{\frac {i\imath E_{t}}{\hbar }})={\frac {\sin ^{2}\theta }{4}}(2-2\cos({\frac {(E_{+}-E_{-})t}{\hbar }}))}
Rút gọn {\displaystyle P_{1}\to _{2}(t)=\sin ^{2}(\theta )\sin ^{2}({\frac {(E_{+}-E_{-})t}{2\hbar }})={\frac {{\left\vert W\right\vert }^{2}}{{\Delta }^{2}+{\left\vert W\right\vert }^{2}}}\sin ^{2}({\frac {(E_{+}-E_{-})t}{2\hbar }})}.........(1).
Điều này chứng tỏ xác suất tìm thấy hệ ở trạng thái {\displaystyle |2\rangle } là có hạn khi hệ ở trạng thái ban đầu {\displaystyle |1\rangle }. Xác suất dao động theo tần số góc {\displaystyle \omega ={\frac {E_{+}-E_{-}}{2\hbar }}={\frac {\sqrt {{\Delta }^{2}+{\left\vert W\right\vert }^{2}}}{\hbar }}}, đơn giản là tần số Bohr duy nhất của hệ thống và được gọi là Tần số Rabi. Công thức (1) được biết đến là công thức Rabi. Sau thời gian t xác suất mà hệ wor trạng thái {\displaystyle |1\rangle } được cho bởi{\displaystyle {|\langle \ +X|\psi (t)\rangle |}^{2}=1-\sin ^{2}(\theta )\sin ^{2}({\frac {(E_{+}-E_{-})t}{2\hbar }})}, cũng dao động. Kiểu dao động giữa 2 cấp là gọi là Dao động Rabi và xuất hiện trong rất nhiều đề tài như Dao động Neutrino, Phân tử ion hóa Hydro, Tính toán lượng tử, Ammonia maser vân vân.

## Dao động Rabi trongtính toán lượng tử
Với mỗi hai trạng thái hệ tượng tử đều có thể dùng để tạo nên một qubit. giả sử spin {\displaystyle {\frac {1}{2}}} hệ với trường momen {\displaystyle {\boldsymbol {\mu }}} đặt trong một từ trường cổ điển {\displaystyle {\boldsymbol {B}}=B_{0}{\hat {z}}+B_{1}(\cos \omega t{\hat {x}}-\sin \omega t{\hat {y}})}. Cho {\displaystyle \gamma } là Tỉ lệ hồi chuyển của hệ. Từ trường momen {\displaystyle {\boldsymbol {\mu }}={\frac {\hbar }{2}}\gamma {\boldsymbol {\sigma }}}. Ma trận Hamiltonian của hệ là {\displaystyle \mathbf {H} =-{\boldsymbol {\mu }}\cdot \mathbf {B} =-{\frac {\hbar }{2}}\omega _{0}\sigma _{z}-{\frac {\hbar }{2}}\omega _{1}(\sigma _{x}\cos \omega t-\sigma _{y}\sin \omega t)} với {\displaystyle \omega _{0}=\gamma B_{0}} and {\displaystyle \omega _{1}=\gamma B_{1}}. Có thể tìm trị riêng và Vectơ riêng của ma trận Hamiltonian bằng phương pháp ở trên. Giả sử Qubit ở trạng thái {\displaystyle |1\rangle } tại thời điểm {\displaystyle t=0}. Tại thời điểm t, xác suất để tìm thấy tại trạng thái {\displaystyle |2\rangle } được cho bởi {\displaystyle P_{1\to 2}(t)=\left({\frac {\omega _{1}}{\Omega }}\right)^{2}\sin ^{2}\left({\frac {\Omega t}{2}}\right)} với {\displaystyle \Omega ={\sqrt {(\omega -\omega _{0})^{2}+\omega _{1}^{2}}}}. Hiện tượng này gọi là Dao động Rabi. Do đó, qubit dao đọng giữa trạng thái {\displaystyle |1\rangle } và {\displaystyle |2\rangle }. Biên độ đạt được tại {\displaystyle \omega =\omega _{0}}, với điều kiện cộng hưởng. Khi cộng hưởng, xác suất chuyển được cho bởi {\displaystyle P_{1\to 2}(t)=\sin ^{2}\left({\frac {\omega _{1}t}{2}}\right)}. ĐI từ trạng thái {\displaystyle |1\rangle } sang trạng thái {\displaystyle |2\rangle } đủ để điều chỉnh thời gian {\displaystyle t} trong suốt quá trình quay {\displaystyle {\frac {\omega _{1}t}{2}}={\frac {\pi }{2}}} or {\displaystyle t={\frac {\pi }{\omega _{1}}}}. Đây gọi là sóng {\displaystyle \pi }. Nếu thời gian tức thời giữa 0 và {\displaystyle {\frac {\pi }{\omega _{1}}}} được chọn, Ta nhận được sự chồng chất của {\displaystyle |1\rangle } và {\displaystyle |2\rangle }. Đặc biệt với {\displaystyle t={\frac {\pi }{2\omega _{1}}}}, ta có sóng {\displaystyle {\frac {\pi }{2}}}, tức là: {\displaystyle |1\rangle \to {\frac {|1\rangle +|2\rangle }{\sqrt {2}}}}. Toán tử này đặc biệt quan trọng trong tính toán lượng tử. Các phương trình cơ bản là giống nhau trong trường hợp của một nguyên tử hai cấp trong lĩnh vực laser khi xấp xỉ sóng quay được tạo nên. Nên {\displaystyle \hbar \omega _{0}} là năng lượng chênh lệch giữa hai mức năng lượng, {\displaystyle \omega } là tần số của sóng laser và Tần số Rabi {\displaystyle \omega _{1}} tỷ lệ thuận với sản phẩm của thời điểm chuyển lưỡng cực điện của nguyên tử {\displaystyle {\vec {d}}}và điện trường {\displaystyle {\vec {E}}} của sóng laser đó là {\displaystyle \omega _{1}\propto {\vec {d}}\cdot {\vec {E}}\hbar }. Nói chung, dao động Rabi là quá trình cơ bản dùng để thao tác qubit. Những dao đọng này thu được bởi đưa qubit vào điện trường hoặc từ trường định kỳ trong khoảng thời gian điều chỉnh phù hợp.